# Ardisia standleyana
Espèce
Synonymes
- Ardisia acutata Lundell[1]
- Ardisia fendleri Lundell[1]
- Ardisia polyantha Lundell[1]
- Ardisia santafeana Lundell[1]
- Ardisia terrabana Lundell[1]
- Auriculardisia acutata (Lundell) Lundell[1]
- Icacorea antonensis (Lundell) Lundell[1]
- Icacorea campanensis (Lundell) Lundell[1]
- Icacorea fendleri (Lundell) Lundell[1]
- Icacorea guinealensis Lundell[1]
- Icacorea oaxacana Lundell[1]
- Icacorea polyantha (Lundell) Lundell[1]
- Icacorea raveniana (Lundell) Lundell[1]
- Icacorea santafeana (Lundell) Lundell[1]
- Icacorea terrabana (Lundell) Lundell[1]

Statut de conservation UICN

 LC  : Préoccupation mineure
Ardisia standleyana est une espèce de plantes à fleurs de la famille des Primulaceae, originaire de l'Amérique centrale et de Colombie.

## Classification
Cette espèce a été décrite en 1956 par le botaniste Paul Hamilton Allen (en) (1911-1963). L'épithète spécifique standleyana signifie « de Standley », en hommage au botaniste américain Paul Carpenter Standley (1884-1963).
En classification phylogénétique APG III (2009), l'espèce fait partie de la famille des Primulaceae. En classification classique de Cronquist (1981) et en classification phylogénétique APG II (2003), le genre Ardisia était assigné à la famille des Myrsinaceae.

## Répartition géographique
Cette espèce est originaire des pays suivants : Colombie, Costa Rica, Nicaragua et Panama.